# Teodorico do Monte d'Hor
São Teodorico do Teodorico do Monte D'Or (m. 533) é um santo cristão francês, filho de um tal de Senhor Marcard, um famoso salteador de estradas. Teria nascido no final do século V ou início do século VI (no dia 9 de março, segundo a tradição),[carece de fontes?] nas imediações de Reims, e morreu em 533, possivelmente no dia em que é comemorado, 1 de julho.

## História
No dia do casamento, descobriu que tinha vocação monástica. Contra a vontade de sua esposa, decidiu ir ver o arcebispo de Reims, São Remígio, a fim de desfazer seu casamento. Ele foi primeiro clérigo e depois retirou-se para uma abadia que fundou na colina do Monte d'Hor, que depois se passou a chamar Abadia Saint-Thierry, situado na aldeia de Saint-Thierry, perto de Reims.
A sua santidade foi rapidamente conhecida e muitos doentes afluíram. Diz-se até que Teodorico curou o olho doente de Teodorico I, filho de Clóvis. É por isso que os reis da França tinham o costume, após a coroação, de ir à abadia para ali comer. Esta tradição continuou muito depois da morte do santo, em 533.
Foi sepultado pelo rei Teodorico I e pelos bispos Hespério de Metz, Nicécio de Tréveris e Loup de Soissons.